# 반달이 준 선물

반달이 준 선물은 KBS가 한국동요 90주년을 기념하여 방송된 특집 다큐멘터리 콘서트 프로그램이다.